# 펑파이

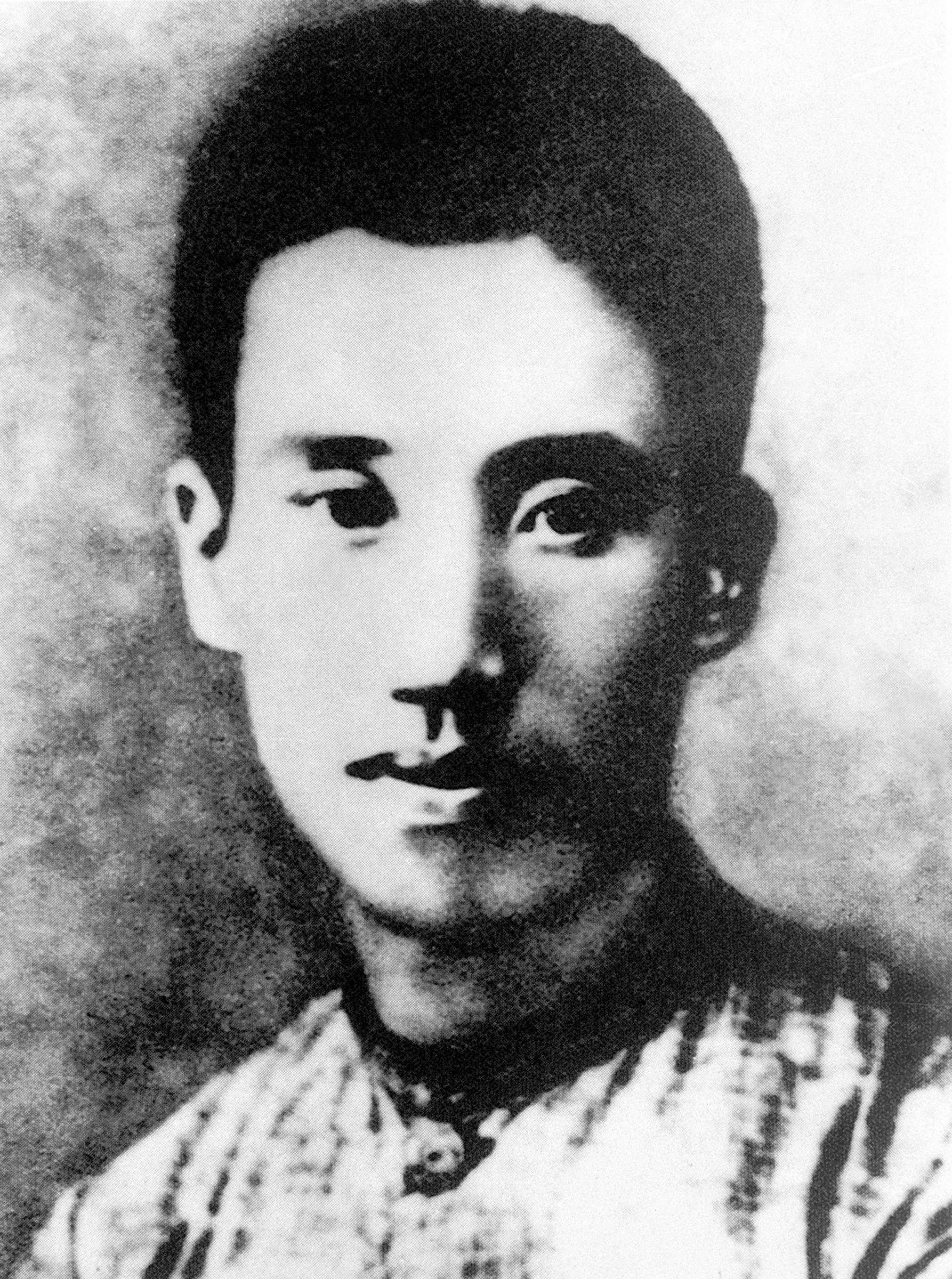

펑파이(彭湃, 팽배, 1896년 10월 22일 ~ 1929년 4월 30일)는 중국의 농업운동 선구자이자 소작농의 권리 활동가, 초창기 중국공산당의 지도자들 중 한 명이었다. 청나라 광둥성 하이펑현에서 태어났다. 펑파이는 1920년대 초에 소작농과 토지 문제가 중국 사회의 가장 심각한 문제를 일으켰다는 것을 인지했던 중국의 몇 안 되는 지식인들 중 한 명이었다. 마오쩌둥은 그를 농민운동대왕(农民运动大王)으로 불렀다.